# Оружие и человек
«Оружие и человек» (англ. Arms and the Man) — комедия Бернарда Шоу в трёх действиях. Часто ставилась под названием «Шоколадный солдатик» (англ. Chocolate Cream Soldier).
«Оружие и человек» открывает цикл из 4 пьес (1894—1896 годы), которые автор при публикации иронически назвал «Приятные пьесы»; в цикл входят, кроме данной, пьесы «Кандида», «Избранник судьбы», «Поживём — увидим». Идейной основой данной пьесы стало желание Шоу разоблачить искажающее реальность романтическое отношение к жизни (и в особенности — лицемерную романтизацию войны). Шоу призывает противопоставить этому мировоззрению рациональный реализм, «философию действительности», только они способны ставить и решать реальные проблемы.
Яркая, весёлая и остроумная комедия оказалась первой пьесой Шоу, завоевавшей коммерческий успех, причём не только в Великобритании. С неё начинается международная репутация Шоу как первоклассного комедиографа. В разные годы играли в этой пьесе такие выдающиеся актёры, как  Лоренс Оливье, Ральф Ричардсон, Марлон Брандо, Джон Гилгуд.
Пьеса была дважды экранизирована, существуют также две оперетты по её мотивам. «Оружие и человек» продолжает ставиться в разных странах и в наши дни. Русский перевод для шеститомного полного собрания пьес Шоу выполнила Полина Мелкова.

## История написания и постановки

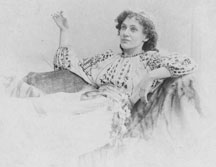
Флоренс Фарр в роли Луки, Лондон, 1894 год

В 1893 году известная актриса Флоренс Фарр временно возглавила лондонский «Театр Авеню» и столкнулась с проблемой нехватки репертуара. В результате она заказала нескольким «новым драматургам», в том числе своему другу, 37-летнему Шоу, популярную комедию. К этому времени Шоу уже завоевал (несколько скандальную) известность своим циклом «Неприятных пьес» в духе «христианского социализма». В 1894 году Шоу представил театру пьесу «Оружие и человек» — антивоенную и антиромантическую комедию.
Название пьесы «Оружие и человек» взято из начала «Энеиды» Вергилия: «Оружие и мужа воспою» (лат. Arma virumque cano); классическая цитата, как часто у Шоу, звучит насмешкой, поскольку одна из целей пьесы — развенчание романтического героизма. Первоначально Шоу собирался изобразить военный конфликт в условной стране, но в конечном счёте указал точное место и время действия: ноябрь 1885 года, Сербско-болгарская война. Шоу очень добросовестно отнёсся к деталям военного характера, он изучил свидетельства очевидцев, газетные сводки. Многие упомянутые в пьесе этнографические детали также достоверны, включая болгарские имена и фамилии; правда, для имени Райна Шоу указал неточную транскрипцию Rah-eena, то есть Раина (в переводе П. Мелковой дано правильное написание имени), а имя Лука (Louka) Шоу принял за женское. Прототипом Райны, по признанию Шоу, послужила активистка Анни Безант.
В спектакле 1894 года Флоренс Фарр играла роль служанки Лу́ки. Успех у публики был, по выражению Шоу, «многообещающим», на премьере зрители устроили овацию и вызвали автора на сцену. Сохранился рассказ, что один из зрителей при этом остался недоволен и освистал появление Шоу на сцене, на что последний хладнокровно ответил: «Дорогой друг, я с вами полностью согласен, но что поделаешь — мы в меньшинстве» .
Пьеса шла с 21 апреля по 7 июля 1894 года, затем неоднократно возобновлялась, ставилась во многих других театрах Великобритании и за её пределами, включая Россию. В Нью-Йорке главную роль сыграл Ричард Мэнсфилд .

## Текстология

### Действующие лица
Транскрипция имён приводится по переводу Полины Мелковой.
- Капитан Блюнчли (Captain Bluntshli) — швейцарский наёмник. Спокоен, деловит, чужд всякой романтики, считает, что главная задача солдата — не совершить подвиг, а уцелеть самому[10].
- Райна Петкова (Raina Petkoff) — романтически настроенная 23-летняя болгарская девушка.
- Сергей Саранов (Sergius Saranoff) — молодой болгарский офицер, жених Райны.
- Майор Павел Петков (Major Pavel Petkoff) — отец Райны, 50 лет.
- Катерина Петкова (Catherine) — мать Райны.
- Лу́ка (Louka) — молодая служанка в доме Петковых, привлекательна, горда и честолюбива.
- Никола (Nicola) — пожилой слуга в доме Петковых.
- Русский офицер (the Russian officer) — начальник болгарского патруля.

### Сюжет
Первый акт. Небольшой болгарский городок недалеко от болгаро-сербской границы, в нём богатый дом Петковых, ночь, конец ноября 1885 года. Красавица Райна волнуется о судьбе своего жениха Сергея, который сражается неподалёку. Мать сообщает ей, что только что болгарская армия выиграла битву при Сливнице, причём Сергей первым, без приказа, начал атаку и смело прорвался сквозь вражеские батареи. Сербы рассеяны и прячутся где попало. Восторженная Райна остаётся одна, Неожиданно в комнату через балкон врывается мужчина в сербской форме; одновременно в дверь дома стучит патруль, отлавливающий вражеских солдат. Райна тронута жалким видом беглеца, прячет его и выпроваживает патрульных. Мужчина представляется — он опытный солдат-наёмник, его револьвер не заряжен, вместо патронов он таскает с собой шоколадки, потому что в бою от них больше пользы. Капитан объясняет Райне, что кавалерийская лихая атака Сергея на сербов было самоубийственным безумием, и она увенчалась успехом только потому, что боеприпасы к сербским пулемётам, как выяснилось, поставили не того калибра. Райна обескуражена — то, что она считала героизмом, обернулось глупостью и некомпетентностью, реальная война оказалось совсем не похожа на её представление. Измученный капитан засыпает. Утром Райна даёт ему отцовский сюртук, в карман которого суёт свою фотографию с надписью «Моему шоколадному солдатику», и отпускает.
Второй акт.
Март 1886 года. Война окончена, подписан мир, армия демобилизована. В дом Петковых возвращается глава семьи, приходит и Сергей. Райна и Сергей ведут себя по всем правилам романтики, хотя Райна не может забыть спасённого ею беглеца, а Сергею больше нравится не Райна, а служанка Лука. Появляется капитан, бывший беглец, его имя — Блюнчли, он явился  под предлогом возвращения Райне сюртука. Петков узнаёт Блюнчли — они вместе только что занимались обменом пленными и подружились. Блюнчли принят как гость.
Третий акт. Библиотека в доме Петковых. Блюнчли и Сергей работают над документами, оформляя детали мирного договора. Затем Сергей объясняется с Лукой, та попутно сообщает, что Блюнчли неравнодушен к Райне. Сергей вызывает Блюнчли на дуэль, узнавшая об этом Райна обвиняет Сергея в ухаживании за Лукой. Дуэль отменяется, романтические позы отброшены. Райна неожиданно для себя, после беседы с Блюнчли обнаруживает, что быть самой собой, не изображая книжную героиню, гораздо легче. Сергей приходит к тому же выводу и горько произносит: «О война, война! Мечта патриотов и героев! Она — обман, Блюнчли, такое же пустое притворство, как любовь». Освободившись от романтических условностей, Сергей объявляет о своей помолвке с Лукой, Блюнчли после обнаружения в сюртуке компрометирующей фотографии сознаётся, что приехал, чтобы ещё раз увидеть Райну, и просит её руки. Родители Райны колеблются, тогда Блюнчли сообщает им, что унаследовал в Швейцарии большое состояние; после этого все вопросы решены к общему удовольствию.

### Идейно-художественные мотивы
В предисловии к «Приятным пьесам» Бернард Шоу заявил, что рассматривает романтику как «великую ересь», к которой следует относиться добродушно-насмешливо или презрительно, и которую следует изгнать из жизни и литературы. По его мнению, радикальный романтизм неизбежно приводит к пессимизму и отчаянию. Главный герой пьесы «Оружие и человек» практичен и лишён всякого идеализма, он берёт в бой не только патроны, но и шоколадки для подкрепления сил. Эту позицию Шоу отстаивал до конца жизни; например, в пьесе «Святая Иоанна» он вывел Жанну д'Арк умной трезвомыслящей девушкой, лишённой всякого налёта мистики или романтики.
Борьбу реализма с романтизмом Шоу понимал как борьбу за упразднение укоренившихся общественных предрассудков, против либеральной идеализации существующего строя и его политики. В вышеупомянутом предисловии он протестовал против «вымышленных нравов и вымышленной добропорядочности», которые лживо расписывают газеты, выдавая разбой, преступления, войны, жестокость, жадность и прочие прелести цивилизации за прогресс, нравственность, религию, патриотизм, могущество империи и величие нации. Шоу заявил:

Я вижу в мире и много хорошего, и оно быстро развивается, если ему не мешают идеалисты… С моей точки зрения, трагедия и комедия жизни обусловлены ужасными, а иногда и нелепыми последствиями наших настойчивых попыток строить все установления на идеалах, подсказанных воображению нашими неудовлетворёнными страстями, а не на подлинно научной естественной истории.

Английский литературовед А. Уорд (A. C. Ward) заявил, что как серьёзная, так и юмористическая компоненты этой ранней комедии Шоу по-прежнему столь же актуальны, как если бы они были написаны сегодня. Уорд выделил две основные темы пьесы: война и брак. Эти две темы роднит тот факт, что наличие романтических иллюзий, неспособность видеть вещи реалистически в обоих случаях могут привести к катастрофическим последствиям — что убедительно и показывает Шоу.

### Критика
В отличие от предыдущего цикла («Неприятные пьесы»), данная комедия не затрагивает острых социальных проблем, и британские критики отнеслись к ней более миролюбиво. Часть критиков упрекали Шоу в том, что он высмеивает героизм и патриотизм. Принц Уэльский, будущий король Эдуард VII, назвал пьесу Шоу клеветой на военных. Шоу немедленно выступил со статьёй «Драматург-реалист своим критикам», подчеркнув, что не следует смешивать подлинную действительность с театрально-идеализированной, а подлинный гуманизм неотделим от реализма: «Война, как мы знаем, особенно сильно влечёт к себе романтическую фантазию». Шоу сослался на роман Сервантеса «Дон Кихот» как пример разочаровывающего столкновения романтики с реальной действительностью ..
Другая часть критиков расценила комедию как причудливый фарс. Шоу обвинил критиков в том, что для них война — не более чем спорт или зрелище; он подчеркнул, что опирался на свидетельства кадровых военных и описал военные будни строго реалистично.
Сам Шоу по-разному оценивал данную пьесу, то утверждая, что более поздние его пьесы гораздо лучше, то называя её классической. В частности, в 1927 году он говорил, что только после Первой мировой войны англичане, «понюхав пороха», убедились, что «Оружие и человек» — классическая и актуальная пьеса.
Некоторые болгарские критики выразили недовольство тем, что в пьесе встречаются иронические замечания в адрес болгарского образа жизни (например, фраза Петкова «постоянное мытьё вредно для здоровья» из 2-го действия или утверждение, что во всей Болгарии есть лишь одна библиотека). Шоу объяснил, что он не хотел оскорбить болгар, эта «нация отважных новичков» только начала приобщение к европейской цивилизации, так что их попытки временами неуклюжи и забавны.
Джордж Орвелл считал, что «Оружие и человек» — самая остроумная, поучительная и совершенная {flawless} пьеса Шоу, а её мораль (недопустимость войн) актуальна и в наши дни.
Советский критик Анна Ромм назвала комедию Шоу интеллектуальной драмой и отметила: «За плоским и бескрылым рационализмом Блюнчли стоит великолепный вольтеровский рационализм Бернарда Шоу — мудреца и философа, боровшегося за сохранение естественных здоровых начал человеческой природы. Комедия „Оружие и человек“ с её сложной и оригинальной структурой таила возможности возникновения художественных форм, еще неведомых европейскому театру». Другой критик, Пётр Балашов, назвал «Оружие и человек» комедией утраты романтических иллюзий.

## Экранизации и адаптации
В 1930 году Сергей Эйзенштейн  получил предложение от студии Paramount Pictures о совместной съёмке фильма. Эйзенштейн предложил, как один из вариантов, экранизацию пьесы «Человек и оружие», но студия отклонила это предложение.
Впоследствии пьеса была неоднократно экранизирована.
- 1932 год (Сесил Льюис, Великобритания). Шоу сам написал сценарий и добавил ряд новых сцен[19].
- 1958 год (ФРГ, с Лизелоттой Пульвер).
- 1983 год (Фильм-спектакль, Лондон, с Ричардом Брайерсом и Элис Криге).
- 1989 год (Телевидение BBC, с Пипом Торренсом).

В 1909 году Шоу по просьбе венских либреттистов разрешил создать по мотивам пьесы оперетту, поставив условия: оригинальные диалоги и имена персонажей не будут использованы в оперетте, а в рекламе либретто должно быть объявлено пародией на комедию Шоу. При этом Шоу отказался от причитающегося ему как автору гонорара. К большому возмущению Шоу, эти условия не были выполнены (произошла лишь замена имён персонажей), и в 1908 году появилась оперетта Оскара Штрауса «Шоколадный солдатик», во многом копирующая пьесу. Шоу больше никогда не разрешал адаптацию своих комедий в музыкальные спектакли; в частности, он не разрешил Францу Легару написать оперетту по пьесе «Пигмалион». В 1973 году ещё один мюзикл по пьесе поставил Удо Юргенс в Вене.

## Постановки в русских и советских театрах
Источник: .
- 1905—1906: Петербургский Малый театр.
- 1920: Народный дом, Петроград.
- 1923: Театр пролетарского актёра, руководимый Н. Орбеловым и М. В. Кастальской.
- 1936: Театр миниатюр.
- 1966: Московский драматический театр имени А. С. Пушкина.
- 2014: МХАТ имени Горького[21].
- 2015: Малый драматический театр (Санкт-Петербург)[22].